# Bø (Midt-Telemark)
Bø è un ex comune norvegese della contea di Telemark. Dal 1º gennaio 2020 fa parte del comune di Midt-Telemark.

## Storia

### Simboli
Lo stemma comunale era stato concesso il 19 febbraio 1988.
Bø è storicamente nota per la sua tradizione musicale e per la produzione di violini, tanto da venir soprannominata la "Cremona norvegese".